# NGC 4095
NGC 4095 (również PGC 38324) – galaktyka eliptyczna (E?), znajdująca się w gwiazdozbiorze Warkocza Bereniki. Odkrył ją William Herschel 26 kwietnia 1785 roku. Jest to galaktyka z aktywnym jądrem typu LINER.